# Vittorio Cottafavi
Vittorio Cottafavi, född den 30 januari 1914 i Modena, död den 14 december 1998 i Anzio, var en italiensk filmregissör. Utanför Italien är han kanske bäst känd för sitt bidrag till kategorin Un certain regard vid filmfestivalen i Cannes 1985 med filmen Il diavolo sulle colline, en filmatisering av Cesare Paveses roman med samma namn.

## De tidiga åren
Cottafavi föddes i Modena, dit hans föräldrar hade flyttat 1911 från sin hemstad Correggio, och växte upp i en högreståndsmiljö. Hans far Francesco Cottafavi var yrkesofficer i armén, farfadern som också hette Vittorio var senator. Hans mor Agnese Savio tillhörde en förmögen släkt i Piemonte. När Cottafavi var sju år flyttade familjen till Rom och där kom han att bo i stort sett hela sitt liv. Han behöll dock en nära kontakt med familjens hemort och tillbringade en del av sin lediga tid på familjens lantegendom i Correggio som han ärvde efter sina föräldrar.

## Vägen till filmen
Efter avslutad skolgång påbörjade Cottafavi juridikstudier på universitetet La Sapienza i Rom men tog också flera kurser i filosofi och litteratur i sin studieplan. Efter en tid bestämde han sig för en radikal ändring och började i stället studera filmkonst vid Centro Sperimentale di Cinematografia med inriktning mot regi och fick som ett led i utbildningen arbeta som assistent för Jean Epstein. Efter att ha tagit sin examen 1938 fortsatte Cottafavi att arbeta som regiassistent för flera kända regissörer, bland andra Vittorio De Sica.

## Karriär som filmregissör
Cottafavi debuterade som regissör 1943 med filmen I nostri sogni, baserad på en dramakomedi med samma namn av Ugo Betti, som blev mycket väl mottagen av såväl publik som kritiker. Efter den lyckade starten regisserade Cottafavi i snabb takt ett antal filmer som även de blev väl mottagna. Ett notabelt undantag var La fiamma che non si spegne (1949) där hans skildring av en karabinjär under kriget ansågs skildra en verklig krigshjälte med närmast martyrstatus, Salvo D'Acquisto, på ett felaktigt sätt. På verkliga händelser baserades även Una donna ha ucciso (1952) som uppenbarligen var avsedd för export då den hade en amerikansk skådespelare, Frank Latimore, i en av huvudrollerna och även fick en engelsk titel: "A woman has killed". Mot slutet av 1950-talet riktade Cottafavi in sig på historisk-mytologiska teman med filmer som Messalina, Venere imperatrice (1959), som handlade om kejsarinnan Messalina, och La vendetta di Ercole som handlade om Herkules.

## TV-teater och slutet av karriären
Ungefär samtidigt som Cottafavi kom in på det historisk-mytologiska spåret i sin filmproduktion började han också arbeta med tv-produktioner. Efter sin sista historiska film slutade han 1965 helt med biofilm, eftersom han i likhet med många andra i sin samtid ansåg att tv-utbudet på sikt skulle komma att helt konkurrera ut film på duk. Uppehållet med långfilmer varade i 10 år och Cottafavi kom att i mer än 20 år arbeta vid RAI där han specialiserade sig på att regissera tv-teater. Han nådde mycket stora framgångar inom sitt nya verksamhetsområde och lyckades engagera några av tidens största namn inom italiensk teater i sina tv-produktioner. Cottafavis tv-karriär nådde något av en höjdpunkt 1970 med I racconti di padre Brown, baserad på Gilbert Keith Chestertons välkända berättelser om Fader Brown, som sändes i sex avsnitt och drog i genomsnitt 18 miljoner tittare per avsnitt. I mitten av 1970-talet återupptog Cottafavi regisserandet av långfilmer men med flera år mellan sina tre sista filmer. Den allra sista blev hans bidrag till filmfestivalen i Cannes 1985, Il diavolo sulle colline.